# Liste des commissions et instances consultatives ou délibératives françaises
Cet article recense la liste des commissions et instances consultatives ou délibératives françaises, rattachées au Premier ministre ou à des ministres ou à la Banque de France.
Elle ne comprend pas les établissements publics de l'État, ni les commissions parlementaires françaises ni les commissions d'enquête parlementaires que forment les commissions de l'Assemblée nationale française et les commissions du Sénat français.
Le nombre de ces commissions s'établit à 314 en 2022.

## Définition et dénombrement
Par organisme consultatif, il convient d’entendre tout organisme centralisé ou décentralisé amené à émettre un avis avant toute décision de l’État relevant du champ de compétence de l’organisme.
Depuis la loi de finances pour 1996, le gouvernement publie, chaque année, en annexe au projet de loi de finances, la liste des commissions et instances consultatives ou délibératives placées auprès du Premier ministre ou des ministres ou de la Banque de France. Depuis la loi du 10 août 2009, le document doit présenter le nombre de membres de ces organismes, leur coût de fonctionnement et le nombre de réunions tenues lors des trois années précédentes. 
Le nombre de commissions n'est connu que depuis la fin des années 1990. Pendant longtemps, le nombre de 4 700 commissions revenait dans la littérature. À l'occasion d'un rapport en 2011, le Conseil d’État a pu retrouver l'origine de ce nombre. Il provient de la thèse d’Yves Weber qui cite Bernard Chenot. Il s'agit d'un polycopié du cours donné par Bernard Chenot en 1962-1963 à l’Institut d’études politiques de Paris et publié par la Fondation nationale des sciences politiques. Les rapporteurs soulignent qu'« aucune étude précise n’a été en mesure de livrer le nombre équivalent à celui évalué, en son temps, par Bernard Chenot ». Le nombre de commissions a fortement grimpé dans les années 2000, passant de 311 en 1997 à 799 en 2008. Depuis cette date, le nombre de commission diminue. Les circulaires de 2017 et 2018 renforcent l'effort de réduction : toute création d’organisme de consultation nouveau doit désormais s’accompagner de la suppression de deux autres. En 2022, le nombre de commissions s'établit à 314.
Les 394 entités listées dans le projet de loi de finances pour 2020 représentaient un coût total de 26,2 millions d’euros. L'annexe au projet de loi de finances pour 2012 souligne que la moitié des dépenses correspond à « la rémunération des rapporteurs spécialisés d'instances apportant aux pouvoirs publics une expertise technique approfondie ou accomplissant une mission déterminante en termes de prévention du contentieux ». Le reste des dépenses est essentiellement les frais de déplacement de la part des membres des commissions.
Évolution du nombre de commissions :
Le graphique qui aurait dû être présenté ici ne peut pas être affiché car il utilise l'ancienne extension Graph, désactivée pour des questions de sécurité. Des indications pour créer un nouveau graphique avec la nouvelle extension Chart sont disponibles ici.

| Répartition par coût de fonctionnement (2019) | Répartition par intitulé (2019) |
| --- | --- |
| Le graphique qui aurait dû être présenté ici ne peut pas être affiché car il utilise l'ancienne extension Graph, désactivée pour des questions de sécurité. Des indications pour créer un nouveau graphique avec la nouvelle extension Chart sont disponibles ici . | Le graphique qui aurait dû être présenté ici ne peut pas être affiché car il utilise l'ancienne extension Graph, désactivée pour des questions de sécurité. Des indications pour créer un nouveau graphique avec la nouvelle extension Chart sont disponibles ici . |

| Instance                                                   | Commissions |
| ---------------------------------------------------------- | ----------- |
| Premier ministre                                           | 38          |
| Économie, finances, souveraineté industrielle et numérique | 37          |
| Intérieur et outre-mer                                     | 22          |
| Europe et affaires étrangères                              | 7           |
| Justice                                                    | 8           |
| Armées                                                     | 10          |
| Travail, plein emploi et insertion                         | 11          |
| Éducation nationale et jeunesse                            | 16          |
| Enseignement supérieur et recherche                        | 20          |
| Agriculture et souveraineté alimentaire                    | 18          |
| Transition écologique et cohésion des territoires          | 45          |
| Transition énergétique                                     | 8           |
| Culture                                                    | 34          |
| Santé et prévention                                        | 26          |
| Solidarités, autonomie et personnes handicapées            | 6           |
| Transformation et fonction publiques                       | 7           |
| Banque de France                                           | 1           |
| Nombre de commissions en 2022                              | 314         |

## Liste des commissions en vigueur
| Sigle     | Commission | Instance               | Date | Mbre                 | Réunion              | Coût                 | Missions |
|           | |                        |      |                      | 2019                 | 2019                 | |
| --------- | --- | ---------------------- | ---- | -------------------- | -------------------- | -------------------- | --- |
| CSR       | Comité de suivi des retraites | Premier ministre       | 2014 | 5                    | 6                    | 12 300               | À partir des analyses du Conseil d'orientation des retraites et après consultation d'un jury citoyen, il est chargé de rendre chaque année un avis public portant sur les objectifs financiers et sur les objectifs d'équité assignés au système de retraite. |
| CSIA      | Comité de surveillance des investissements d'avenir | Premier ministre       | 2010 | 18                   | 4                    | 11 200               | Eclaire et conseille le gouvernement dans l'élaboration et la conduite des politiques d'innovation et donne un avis consultatif sur l'identification et la qualification de nouvelles priorités d'investissement, tout en conservant sa mission d'évaluation de l'exécution des programmes des investissements d'avenir. |
|           | Comité directeur de la certification en sécurité des technologies de l'information | Premier ministre       | 2002 | 11                   | 0                    | 0                    | Contribuer à la promotion des produits de sécurité de confiance au sein de l'administration et des opérateurs d'importance vitale. |
|           | Commission chargée de donner un avis sur certaines opérations relatives aux matériels aéronautiques et aux matériels d'armement complexes | Premier ministre       | 1964 | 8                    | 3                    | 30 580               | Chargée de donner un avis sur certaines opérations relatives aux matériels aéronautiques et aux matériels d'armement complexes. |
|           | Commission consultative chargée d'émettre un avis sur les matériels susceptibles de porter atteinte à l'intimité de la vie privée et au secret des correspondances | Premier ministre       | 1994 | 11                   | 6                    | 16 190               | Rendre un avis sur les projets d'arrêtés pris en application des articles R. 226-1 et R. 226-10. Formuler des propositions de modification de ces arrêtés. Rendre un avis sur les demandes d'autorisation présentées en application des articles R. 226-3 et R. 226-7. |
|           | Commission du droit local d'Alsace-Moselle | Premier ministre       | 2021 | 43                   |                      |                      | |
| CICC      | Commission interministérielle de coordination des contrôles | Premier ministre       | 2002 | 9                    | 8                    | 109 000              | Protéger les intérêts financiers de l'UE en s'assurant que les fonds communautaires sont utilisés conformément aux règles communautaires et nationales. |
| CIDS-SAIV | Commission interministérielle de défense et de sécurité des secteurs d'activités d'importance vitale | Premier ministre       | 2006 | 13                   | 2                    | 2 150                | |
| CISA      | Commission interministérielle de la sûreté aérienne | Premier ministre       | 2007 | 12                   | 2                    | 5 310                | |
| CIEEMG    | Commission interministérielle pour l'étude des exportations de matériels de guerre | Premier ministre       | 1949 | 12                   | 11                   | 1 290 330            | Formuler un avis sur toutes les demandes d'exportation de matériels de guerre et assimilés. |
| CNCGV     | Commission nationale consultative des gens du voyage | Premier ministre       | 2015 | 33                   | 13                   | 7 700                | Étudier les problèmes spécifiques que connaissent les gens du voyage et faire des propositions en vue d'améliorer leur insertion dans la communauté nationale. Rendre un avis sur les projets de textes sur les programmes d'action qui permettent une meilleure insertion des gens du voyage. |
| CNOI      | Commission nationale d'orientation et d'intégration | Premier ministre       | 1970 | 6                    | 9                    | 0                    | Chargée d’assurer la régularité et le bon déroulement de la procédure de recrutement des militaires candidats à des emplois dans la fonction publique. |
| CNPFC     | Commission nationale des professions foraines et circassiennes | Premier ministre       | 2017 | 24                   | -                    | -                    | Étudier les questions relatives aux professions foraines et circassiennes, et formuler des propositions visant à garantir la bonne prise en compte de la spécificité de leurs activités économiques et du mode de vie mobile des personnes exerçant ces professions. |
| CIVS      | Commission pour l'indemnisation des victimes de spoliations intervenues du fait des législations antisémites en vigueur pendant l'Occupation | Premier ministre       | 1999 | 14                   | 18                   | 131 140              | Rechercher, examiner et proposer les mesures de réparation, de restitution ou d'indemnisation appropriées, au vu des demandes individuelles présentées par les victimes ou par leurs ayants droit pour la réparation des préjudices consécutifs aux spoliations de biens subies. |
| CSC       | Commission supérieure de codification | Premier ministre       | 1989 | 27                   | 10                   | 82 030               | Procéder à la programmation des travaux de codification, fixer et élaborer des codes en émettant des directives générales, susciter, animer et coordonner les groupes de travail chargés d'élaborer des codes en désignant un rapporteur particulier, mettre à jour les textes sur la diffusion du droit par l'Internet, consultation sur les projets de textes modifiant les codes. |
| CAE       | Conseil d'analyse économique | Premier ministre       | 1997 | 17                   | 18                   | 908 030              | Éclairer, par la confrontation des points de vue et des analyses, les choix du gouvernement en matière économique. Rendre un avis sur les questions qui lui sont soumises par le Premier ministre. Préparer et publier des rapports et des notes d'orientation, qui mettent en perspective les grands débats de politique économique en France, en Europe et dans le monde et qui débouchent le plus souvent sur des propositions et des recommandations pour les politiques publiques. |
| COJ       | Conseil d'orientation des politiques de jeunesse | Premier ministre       | 2016 | 79                   | 2                    | 24 400               | |
| COR       | Conseil d'orientation des retraites | Premier ministre       | 2000 | 41                   | 20                   | 1 141 900            | Décrire les évolutions et les perspectives à moyen et long termes des régimes de retraite légalement obligatoires, au regard des évolutions économiques, sociales et démographiques, et élaborer, au moins tous les cinq ans, des projections de leur situation financière. Apprécier les conditions requises pour assurer la viabilité financière à terme de ces régimes. Mener une réflexion prospective sur le financement des régimes de retraite et en suivre l'évolution. Rendre un avis sur les évolutions de la durée d'assurance dans les régimes. Participer à l'information sur le système de retraite et les effets des réformes conduites pour garantir son financement. Suivre l'évolution des niveaux de vie des actifs et des retraités, ainsi que de l'ensemble des indicateurs des régimes, dont les taux de remplacement. Formuler des orientations ou propositions de réforme. |
| COE       | Conseil d'orientation pour l'emploi | Premier ministre       | 2005 | 35                   | 4                    | 117 520              | Formuler un diagnostic sur les causes du chômage et d'établir un bilan du fonctionnement du marché du travail, ainsi que des perspectives à moyen et à long terme pour l'emploi ; évaluer les dispositifs existants d'aide à l'emploi, aux parcours professionnels et à la formation ; formuler des propositions afin de lever les obstacles de toute nature à la création d'emplois ; améliorer le fonctionnement du marché de l'emploi et accroître l'efficacité des différents dispositifs d'incitation au retour à l'emploi. Être saisi de toute question par le Premier ministre et par les ministres chargés du travail et de l'économie. Émettre des rapports et recommandations communiqués au Parlement et rendus publics. |
| CNM       | Conseil national de la montagne | Premier ministre       | 1985 | 80                   | 0                    | 0                    | Rendre un avis en vue de la préparation de la première loi de Plan, par la commission nationale de planification. |
| CNPE      | Conseil national de la protection de l'enfance | Premier ministre       | 2016 | 82                   | 3                    | 102 900              | |
| CNV       | Conseil national des villes | Premier ministre       | 1988 | 64                   | 20                   | 34 000               | Faire toutes propositions sur les orientations et sur la mise en œuvre de la politique de la ville. |
| COSPRAD   | Conseil scientifique sur les processus de radicalisation | Premier ministre       | 2019 | 31                   | 6                    | 92 000               | |
| HCE       | Haut conseil à l'égalité entre les femmes et les hommes | Premier ministre       | 2013 | 55                   | 21                   | 42 300               | |
| HCVA      | Haut Conseil à la vie associative | Premier ministre       | 2011 | 47                   | 49                   | 5 620                | |
| HCFEA     | Haut Conseil de la famille, de l'enfance et de l'âge | Premier ministre       | 2009 | 230                  | 22                   | 606 940              | |
| HCFi-PS   | Haut Conseil du financement de la protection sociale | Premier ministre       | 2012 | 49                   | 11                   | 293 130              | |
| HCC       | Haut Conseil pour le climat | Premier ministre       | 2019 | 12                   | 12                   | 461 920              | |
| CNCB      | Conseil national consultatif pour la biosécurité | Premier ministre       | 2015 | 12                   | 4                    | 6 900                | |
|           | Commission consultative des recherches archéologiques à l'étranger | Affaires étrangères    | 1947 | 31                   | 1                    | 9 540                | Rendre un avis sur toute question concernant les recherches engagées à l'étranger dans le domaine des fouilles et autres travaux archéologiques. |
| CIME      | Commission interministérielle chargée d'émettre un avis sur les opérations immobilières de l'État à l'étranger | Affaires étrangères    | 1959 | 8                    | 10                   | 0                    | Rendre un avis sur les acquisitions, échanges et prises à bail d'immeubles par l'État français dans tous les pays étrangers, les affectations d'immeubles situés en pays étrangers et appartenant à l'État français ou détenus par lui à un titre quelconque, les aliénations et locations des biens immobiliers du domaine national situés dans les pays étrangers où le service des domaines n'est pas représenté. Examiner toute question concernant la gestion par les services utilisateurs des biens immobiliers dont l'État français à la propriété ou la jouissance. |
| Cibdu     | Commission interministérielle des biens à double usage | Affaires étrangères    | 2010 | 12                   | 12                   | 920                  | |
| CNCD      | Commission nationale de la coopération décentralisée | Affaires étrangères    | 2004 | 45                   | 1                    | 600                  | |
| CNEMA     | Commission nationale pour l'élimination des mines antipersonnel | Affaires étrangères    | 1998 | 28                   | 1                    | 64 200               | Suivre l'application de la loi de 1998 et de l'action internationale de la France en matière d'assistance aux victimes de mines antipersonnel et d'aide au déminage. |
| CPPS      | Commission permanente pour la protection sociale des Français de l'étranger | Affaires étrangères    | 1992 | 11                   | 1                    | 0                    | |
| CNDSI     | Conseil national du développement et de la solidarité internationale | Affaires étrangères    | 2014 | 55                   | 1                    | 1 850                | |
| CEGA      | Comité d'experts sur la gestion adaptative | Écologie               | 2019 | 15                   | 5                    | 800                  | |
| CCAF      | Comité de coordination des aéroports français | Écologie               | 2004 | 220                  | 1                    | 0                    | |
| CEP       | Comité de l'environnement polaire | Écologie               | 1993 | 11                   | 2                    | 2 000                | Veiller à la comptabilité des activités humaines relevant des autorités françaises dans les zones polaires et subantarctiques avec la préservation de l'environnement, conformément aux mesures adoptées à Madrid dans le cadre du protocole au Traité de l'Antarctique relatif à la protection de l'environnement. |
| CPP       | Comité de la prévention et de la précaution | Écologie               | 1996 | 20                   | 9                    | 25 000               | Veiller et alerter sur l'ensemble des questions d'environnement susceptibles d'avoir des incidences sur la santé humaine et expertise dans l'évaluation des risques liés à l'environnement sur la santé. |
|           | Comité des usagers du réseau routier national | Écologie               | 2009 | 21                   | -                    | -                    | |
|           | Comité d’histoire de la politique de la ville | Écologie               | 2022 | 24                   |                      |                      | |
|           | Comité ministériel de transaction unique | Écologie               | 2019 | 3                    | 4                    | 83 400               | |
| CNE       | Comité national de l'eau | Écologie               | 1964 | 160                  | 4                    | 20 000               | Rendre un avis sur les lois et textes réglementaires relatifs à l'eau et aux milieux aquatiques. Rendre un avis sur les circonscriptions géographiques des bassins et groupements de bassins ; sur tous les projets d'aménagement et de répartition des eaux ayant un caractère national ainsi que sur les grands aménagements régionaux ; sur tout problème commun à deux ou plusieurs comités de bassin ou agences de l'eau. |
| CNB       | Comité national de la biodiversité | Écologie               | 2016 | 143                  | 2                    | 13 000               | |
| CTPBOH    | Comité technique permanent des barrages et des ouvrages hydrauliques | Écologie               | 2006 | 12                   | 2                    | 6 800                | |
| CAAC      | Commission administrative de l'aviation civile | Écologie               | 1999 | 12                   | 0                    | 0                    | Rendre un avis au ministre sur les sanctions administratives appliquées en cas de manquements aux dispositions du livre Ier et III du code de l'aviation civile. |
| CCS       | Commission centrale de sécurité | Écologie               |      | 44                   | -                    | -                    | |
|           | Commission consultative pour la délivrance de l'attestation de capacité professionnelle à l'exercice de la profession de transporteur public de marchandises par bateau de navigation intérieure                                                                                              | Écologie               | 1992 | 6                    | 0                    | 0                    | |
|           | Commission d'agrément des laboratoires ou des organismes pour certains types de prélèvements et d'analyses à l'émission des substances dans l'atmosphère | Transition énergétique |      | 13                   | 2                    | 0                    | Faire des propositions au ministre s'agissant de l'agrément des laboratoires ou des organismes pour un ou plusieurs types de prélèvements et/ou d'analyses à l'émission des substances dans l'atmosphère. |
| CEVALIA   | Commission d'évaluation des innovations techniques dans le domaine de la détection et du traitement de l'amiante dans le bâtiment | Écologie               | 2017 | 22                   | 8                    | 3 000                | |
| CIFREP    | Commission inter-filières de responsabilité élargie des producteurs | Écologie               | 2015 | 570                  | 10                   | 2 500                | |
| CFA       | Commission ferroviaire d'aptitudes | Écologie               | 2010 | 6                    | 27                   | 0                    | |
|           | Commission nationale consultative pour la faune sauvage captive | Écologie               | 1999 | 45                   | 3                    | 7 500                | Rendre un avis sur les moyens à mettre en œuvre pour améliorer les conditions d'entretien des animaux d'espèces non domestiques tenus en captivité. Rendre un avis aux préfets sur les demandes de certificats de capacité présentées par les responsables d'entretien des animaux dans les zoos, les aquariums et les cirques. |
| CNESOR    | Commission nationale d'évaluation de la sécurité des ouvrages routiers | Écologie               | 2005 | 23                   | 6                    | 64 000               | |
| CNIDG     | Commission nationale d'indemnisation des dégâts de gibiers | Écologie               |      | 15                   | 6                    | 3 100                | Rendre une décision en appel des décisions des commissions départementales sur l'indemnisation des dégâts. |
| CNDASPE   | Commission nationale de la déontologie et des alertes en matière de santé publique et d'environnement | Écologie               | 2013 | 22                   | 6                    | 8 500                | |
| CNS       | Commission nationale des sanctions administratives | Écologie               |      | 16                   | 0                    | 0                    | |
| CNEF      | Commission nationale d'évaluation du financement des charges de démantèlement des installations nucléaires de base et de gestion des combustibles usés et des déchets radioactifs | Transition énergétique | 2006 | 10                   | 0                    | 0                    | |
| CSSPP     | Commission supérieure des sites, perspectives et paysages | Écologie               | 1930 | 31                   | 5                    | 3 000                | Rendre un avis au ministre en vue de l'élaboration et de l'application sur l'ensemble du territoire d'une politique en matière de protection, conservation et mise en valeur des monuments naturels, sites et paysages urbains et ruraux. |
| CSNP      | Commission supérieure nationale du personnel des industries électriques et gazières | Transition énergétique |      | 38                   | 1                    | 0                    | Exercer les attributions de la commission nationale de la négociation collective au profit des industries électriques et gazières. |
| COPRNM    | Conseil d'orientation pour la prévention des risques naturels majeurs | Écologie               | 2003 | 38                   | 6                    | 9 000                | Rendre un avis et faire des propositions en matière de prévention des risques naturels. Proposer à l'Office parlementaire d'évaluation des choix scientifiques et technologiques de s'associer à ses travaux. Rendre un avis sur le rapport annuel sur la prévention des risques naturels majeurs, également présenté au comité interministériel pour le développement durable. |
| COI       | Conseil d'orientation des infrastructures | Écologie               | 2019 | 17                   |                      |                      | |
|           | Conseil de discipline du personnel navigant professionnel de l'aéronautique civile | Écologie               |      | 31                   | 2                    | 0                    | |
| CPNPAC    | Conseil du personnel navigant professionnel de l'aéronautique civile | Écologie               |      | 30                   | 1                    | 0                    | |
|           | Commission de l'économie du développement durable | Écologie               |      | 35                   |                      |                      | Succède au Conseil économique pour le développement durable |
| CNA       | Conseil national de l'air | Transition énergétique | 1998 | 49                   | 5                    | 8 100                | Assurer la concertation, consulter et faire des propositions dans le domaine de la lutte contre la pollution de l'air et l'amélioration de sa qualité. Rendre un avis sur les projets de textes législatifs et réglementaires ayant une incidence dans ce domaine. Examiner toute question relative à la surveillance et à l'amélioration de la qualité de l'air. |
| CNIG      | Conseil national de l'information géographique | Écologie               | 1985 | 35                   | 43                   | 8 000                | Contribuer par ses études, avis ou propositions, à promouvoir le développement de l'information géographique et à améliorer les techniques correspondantes, en tenant compte des besoins exprimés par les utilisateurs publics ou privés. |
| CNCFS     | Conseil national de la chasse et de la faune sauvage | Écologie               | 1972 | 29                   | 7                    | 1 000                | Rendre un avis sur les moyens propres à préserver la faune sauvage ; développer le capital cynégétique dans le respect des équilibres biologiques ; améliorer les conditions d'exercice de la chasse. |
| CNPN      | Conseil national de la protection de la nature | Écologie               | 1946 | 30                   | 35                   | 110 000              | Rendre un avis au ministre chargé de la protection de la nature sur les moyens propres à préserver et restaurer la diversité de la flore et faune sauvages et des habitats naturels, assurer la protection des espaces naturels et le maintien des équilibres biologiques auxquels ils participent (parcs nationaux, parcs naturels régionaux, réserves naturelles, sites d'importance communautaire), études sur les mesures législatives et réglementaires et les travaux scientifiques afférents à ces objets. |
| CNS       | Conseil national de la sûreté de l'aviation civile | Écologie               | 2007 | 35                   | 2                    | 0                    | |
| CNTE      | Conseil national de la transition écologique | Transition énergétique | 2013 | 50                   | 6                    | 2 000                | |
| CNEC      | Conseil national de l'économie circulaire | Écologie               | 2021 | 40                   | 0                    | 0                    | Rendre un avis pour toutes questions relatives aux déchets et rendre un avis sur les projets de loi relatifs aux déchets, à l'exclusion des déchets radioactifs. |
| CNB       | Conseil national du bruit | Écologie               | 1982 | 48                   | 20                   | 18 600               | Rendre un avis sur toute question relative à la lutte contre les nuisances sonores et à l'amélioration de la qualité de l'environnement sonore, ainsi que sur les projets de textes législatifs et réglementaires ayant une incidence dans ce domaine. Examiner toute question relative à l'amélioration de l'environnement sonore et proposer les mesures propres à prévenir les nuisances sonores ou à en réduire les effets. Contribuer à l'information et à la sensibilisation de l'opinion dans le domaine de la lutte contre le bruit. Rendre un avis sur les projets de textes mentionnés aux articles L. 571-2 et L. 571-6 du code de l'environnement. |
| CSAC      | Conseil supérieur de l'aviation civile | Écologie               | 2010 | 28                   | 0                    | 0                    | |
| CSE       | Conseil supérieur de l'énergie | Transition énergétique |      | 36                   | 17                   | 231 000              | Rendre un avis sur les textes réglementaires intéressant le gaz et l'électricité et sur les textes réglementaires relatifs aux certificats d'économies d'énergie. |
| CSM       | Conseil supérieur de la météorologie | Écologie               | 1991 | 450                  | 20                   | 11 000               | Évaluer les services fournis par la météorologie à ses utilisateurs, formuler des vœux ou des recommandations, proposer les moyens à mettre en œuvre pour répondre aux besoins nouveaux aperçus. |
| CSPRT     | Conseil supérieur de la prévention des risques technologiques | Écologie               | 2011 | 45                   | 7                    | 23 200               | |
| HCTISN    | Haut comité pour la transparence et l'information sur la sécurité nucléaire | Transition énergétique | 2008 | 40                   | 5                    | 42 000               | |
| HCB       | Haut conseil des biotechnologies | Transition énergétique | 2008 | 72                   | 34                   | 233 000              | |
|           | Comité consultatif du fonds pour le développement de la vie associative | Éducation              |      | 25                   | 3                    | 0                    | |
|           | Comité d'histoire de l'éducation nationale | Éducation              | 2019 | 18                   | 0                    | 0                    | |
|           | Comité d'histoire des ministères chargés de la jeunesse et des sports | Éducation              | 2017 | 30                   |                      |                      | |
|           | Comité ministériel de transaction | Éducation              |      | 3                    | 0                    | 0                    | |
| CERFRES   | Commission d'examen des projets de règlements fédéraux relatifs aux équipements sportifs | Éducation              |      | 18                   | 1                    | 250                  | |
| CRQ       | Commission de reconnaissance des qualifications | Éducation              |      | 9                    | 12                   | 1 000                | |
| CNSES     | Commission nationale de sécurité des enceintes sportives | Éducation              | 1993 | 13                   | 5                    | 0                    | Contrôler l'homologation des enceintes sportives. |
|           | commission professionnelle consultative "Sport et animation" | Éducation              |      | 21                   | 1                    | 1 000                | |
| CPC       | Commissions professionnelles consultatives | Éducation              |      | 620                  | 23                   | 375 000              | |
| CEE       | Conseil d'évaluation de l'école | Éducation              | 2020 | 14                   | 0                    | 0                    | |
| CNVL      | Conseil national de la vie lycéenne | Éducation              | 1995 | 33                   | 1                    | 4 000                | |
| CNAECEP   | Conseil national des associations éducatives complémentaires de l'enseignement public | Éducation              |      | 25                   | 6                    | 0                    | |
| CSE       | Conseil supérieur de l'éducation | Éducation              | 1989 | 98                   | 12                   | 18 210               | Rendre un avis sur les objectifs et le fonctionnement du service public de l'éducation, sur les règlements relatifs aux programmes, aux examens, à la délivrance des diplômes et à la scolarité. Rendre un avis sur les questions intéressant les établissements. |
| CSP       | Conseil supérieur des programmes | Éducation              | 2013 | 18                   | 36                   | 17 180               | |
| CSSM      | Conseil supérieur des sports de montagne | Éducation              |      | 43                   | 6                    | 1 200                | Rendre un avis sur les questions relatives aux sports de montagne. Procéder à des études et travaux de recherches. Il comprend une commission de l'information et de la sécurité au sein de laquelle est institué un système national d'observation de la sécurité en montagne et une commission de la formation et de l'emploi. |
| HCEAC     | Haut conseil de l'éducation artistique et culturelle | Éducation              | 2005 | 30                   | 2                    | 81 000               | Rendre un avis sur toute question concernant les orientations, les objectifs et les moyens politiques d'éducation artistique et culturelle conduites par les administrations de l'État et les collectivités territoriales. Reste informé des projets de loi et décrets relatifs à l'éducation artistique et culturelle. |
|           | Collège national de second examen du rescrit | Économie               |      | 6                    | 8                    | 0                    | |
| CCLRF     | Comité consultatif de la législation et de la réglementation financières | Économie               | 2003 | 18                   | 12                   | 0                    | Rendre un avis sur tout projet de texte relatif à l'assurance, à la banque et aux entreprises d'investissement. |
| CCSF      | Comité consultatif du secteur financier | Économie               |      | 32                   | 36                   | 41 630               | Étudier les questions liées aux relations entre les établissements et leurs clients et de proposer toutes mesures appropriées dans ce domaine. |
| CCRA      | Comité consultatif national de règlement amiable des différends ou litiges relatifs aux marchés publics | Économie               |      | 6                    | 4                    | 9 600                | Rechercher des éléments de droit ou de fait en vue d'une solution amiable et équitable aux différends ou litiges relatifs aux marchés publics. |
| CADF      | Comité de l'abus de droit fiscal | Économie               |      | 7                    | 11                   | 12 200               | |
|           | Comité de suivi et de propositions de la convention visant à améliorer l'accès à l'emprunt et à l'assurance des personnes présentant un risque de santé aggravé | Économie               |      | 23                   | 5                    | 0                    | Veiller à la bonne application des dispositions de la présente convention, formuler des recommandations aux signataires jugés utiles dans ce domaine. Étudier tout sujet en rapport avec l'assurance de ces personnes qui susciterait des difficultés. |
| CCFDC     | Comité du contentieux fiscal, douanier et des changes | Économie               | 1977 | 16                   | 33                   | 21 900               | Rendre un avis sur les transactions ou remises excédant les limites de compétence des services déconcentrés de la direction générale des impôts ou de la direction générale des douanes et droits indirects. Rendre un avis au ministre de l'économie et des finances sur toute question générale ou particulière relative au contentieux fiscal, douanier et des changes. Faire, de sa propre initiative, au ministre de l'économie et des finances les observations et recommandations qu'il estime utiles. Tout assujetti au respect de la réglementation fiscale, douanière et des changes et tout organisme représentatif de ces assujettis peut informer le comité des difficultés rencontrées en matière contentieuse. |
|           | Comité du label | Économie               | 1994 | 32                   | 19                   | 0                    | |
| CSS       | Comité du secret statistique | Économie               | 1951 | 24                   | 4                    | 0                    | |
|           | Comité ministériel de transaction | Économie               |      | 3                    | 4                    | 0                    | |
| COMES     | Comité pour les métaux stratégiques | Économie               |      | 23                   | 10                   | 0                    | |
|           | Commission consultative relative au refus d'agrément pour déduction fiscale | Économie               |      | 9                    | 1                    | 0                    | |
| CEPC      | Commission d'examen des pratiques commerciales | Économie               | 2001 | 26                   | 5                    | 3 700                | Donner des avis ou formule des recommandations sur les questions, les documents commerciaux ou publicitaires et les pratiques concernant les relations commerciales entre producteurs, fournisseurs et revendeurs qui lui sont soumis. |
| CCCOP     | Commission de certification des comptes des organismes payeurs FEAGA FEADER | Économie               | 2006 | 5                    | 13                   | 48 000               | |
| 3C        | Commission de concertation du commerce | Économie               | 2015 | 49                   | 1                    | 0                    | |
| CCA       | Commission des clauses abusives | Économie               | 1978 | 13                   | 9                    | 16 000               | Rendre un avis sur les projets de décrets dont l'objet est d'interdire ou de réglementer les clauses abusives. Rechercher les clauses abusives des contrats et émettre des recommandations par secteur d'activité. |
| CCCN      | Commission des comptes commerciaux de la Nation | Économie               | 1952 | 40                   | 2                    | 2 000                | |
|           | Commission des garanties et du crédit au commerce extérieur | Économie               | 1949 | 10                   | 24                   | 0                    | |
| CICC      | Commission interministérielle de coordination des contrôles sur les opérations et les bénéficiaires et redevables relevant des Fonds communautaires agricoles de garantie | Économie               | 1996 | 12                   | 9                    | 93 000               | |
| CICREST   | Commission interministérielle de coordination des réseaux et des services de communications électroniques pour la défense et la sécurité publique | Économie               | 1993 | 26                   | 3                    | 0                    | |
| CNERP     | Commission nationale d'évaluation du recensement de la population | Économie               | 2009 | 34                   | 2                    | 1 000                | |
| CNS       | Commission nationale des sanctions | Économie               |      | 7                    | 26                   | 12 600               | |
| CNS       | Commission nationale des services | Économie               | 2013 | 67                   | 2                    | 0                    | |
| CNTR      | Commission nationale des titres-restaurant | Économie               |      | 21                   | 45                   | 385 000              | |
|           | Commission pour la désignation des agents des douanes des catégories A et B habilités à effectuer des enquêtes judiciaires | Économie               |      | 10                   | 0                    | 0                    | |
| CSNP      | Commission supérieure du numérique et des postes | Économie               |      | 17                   | 15                   | 15 570               | |
| CTS       | Commissions techniques spécialisées des instruments de mesure | Économie               |      | 57                   | 1                    | 0                    | |
|           | Conseil consultatif de gestion du corps des administrateurs des postes et télécommunications | Économie               | 1994 | 9                    | 0                    | 0                    | |
| COLB      | Conseil d'orientation de la lutte contre le blanchiment de capitaux et le financement du terrorisme | Économie               |      | 24                   | 6                    | 0                    | |
| CIE       | Conseil de l'immobilier de l'État | Économie               |      | 14                   | 32                   | 685 000              | |
| CNOCP     | Conseil de normalisation des comptes publics | Économie               | 2008 | 240                  | 106                  | 1 155 000            | |
| CNI       | Conseil national de l'industrie | Économie               | 2013 | 46                   | 6                    | 0                    | |
| CNIS      | Conseil national de l'information statistique | Économie               | 1984 | 44                   | 20                   | 49 000               | Assurer la concertation entre les producteurs de statistiques publiques, les enquêtés et les utilisateurs. Élaborer le programme de travail de la statistique publique. |
| CNC       | Conseil national de la consommation | Économie               | 1983 | 90                   | 14                   | 0                    | Assurer la concertation entre les organisations de consommateurs et les représentants des professionnels (émission de rapports et d'avis). Rendre un avis sur tous les textes concernant la consommation et sur les questions de consommation. |
| CNNum     | Conseil national du numérique | Économie               | 2011 | 30                   | 750                  | 86 000               | |
| CSESS     | Conseil supérieur de l'économie sociale et solidaire | Économie               |      | 72                   | 26                   | 1 000                | |
| OECP      | Observatoire économique de la commande publique | Économie               |      | 22                   | 2                    | 0                    | |
|           | Comité ministériel de transaction des armées | Armées                 |      | 3                    | 3                    | 0                    | |
| CAJ       | Commission armées-jeunesse | Armées                 | 1953 | 91                   | 48                   | 81 900               | |
|           | Commission de déontologie des militaires | Armées                 | 1996 | 11                   | 11                   | 37 000               | Rendre un avis au ministre sur la compatibilité des fonctions antérieures avec une activité privée lucrative. |
|           | Commission interministérielle de contrôle (Salon international de l'aéronautique et de l'espace) | Armées                 |      | 4                    | 4                    | 0                    | |
| CGARM     | Conseil général de l'armement | Armées                 | 1988 | 18                   | 0                    | 0                    | |
| CPRM      | Conseil permanent des retraités militaires | Armées                 |      | 13                   | 1                    | 1 750                | |
|           | Conseil scientifique de l'observatoire de la santé des vétérans | Armées                 |      | 8                    | 3                    | 500                  | |
| CSFM      | Conseil supérieur de la fonction militaire | Armées                 | 1969 | 61                   | 43                   | 559 000              | |
| CSRM      | Conseil supérieur de la réserve militaire | Armées                 | 1999 | 30                   | 1                    | 7 500                | |
| HCECM     | Haut comité d'évaluation de la condition militaire | Armées                 | 2005 | 9                    | 28                   | 24 070               | |
| CFL       | Comité des finances locales | Intérieur              | 1979 | 43                   | 10                   | 714 710              | Répartir la DGF, le produit des amendes de police et la DSI. Rendre un avis sur les textes à caractère financier concernant les collectivités locales. |
|           | Commission chargée de vérifier l'aptitude des personnes nommées dans le corps des sous-préfets | Intérieur              |      | 6                    | 3                    | 220                  | Vérifier l'aptitude des personnes nommées dans le corps des sous-préfets au titre de l'article 8 c de son statut. |
|           | Commission compétente pour l'attribution de la qualité d'officier de police judiciaire aux militaires de la gendarmerie et aux fonctionnaires du corps d'encadrement et d'application de la police nationale                                                                                  | Intérieur              |      | 12                   | 7                    | 70 600               | |
| CCJCC     | Commission consultative des établissements de jeux | Intérieur              |      | 11                   | 5                    | 2 890                | |
| CCPM      | Commission consultative des polices municipales | Intérieur              |      | 24                   | 1                    | 2 290                | Rendre un avis sur les dispositions statutaires relatives aux polices municipales. |
| CCEC      | Commission consultative sur l'évaluation des charges | Intérieur              | 1983 | 22                   | 1                    | 710                  | Rendre un avis sur les modalités d'évaluation des charges résultant de transferts de compétences, sur les réclamations éventuelles des collectivités bénéficiaires des transferts de compétences. Faire le bilan annuel au Parlement de l'évolution des charges transférées aux collectivités locales. |
| CRRV      | Commission de recours contre les décisions de refus de visa d'entrée en France | Intérieur              | 2000 | 5                    | 61                   | 36 360               | Examiner les recours contre les décisions de refus de visa d'entrée en France prises par les autorités diplomatiques ou consulaires |
|           | Commission nationale consultative de prévention des violences lors des manifestations sportives | Intérieur              | 2006 | 8                    | 0                    | 0                    | |
| CNECV     | Commission nationale d'examen des circuits de vitesse | Intérieur              |      | 8                    | 7                    | 1 000                | |
| CNPR      | Commission nationale de protection et de réinsertion | Intérieur              |      | 7                    | 2                    | 670                  | |
| CNEA      | Commission nationale des experts en automobile | Intérieur              |      | 13                   | 3                    | 0                    | |
|           | Commission pour la désignation des agents des services fiscaux des catégories A et B habilités à effectuer des enquêtes judiciaires | Intérieur              |      | 9                    | 0                    | 0                    | |
|           | Commission technique consultative sur les demandes d'agrément des dispositifs de nouvelles technologies et de transports de fonds | Intérieur              |      | 6                    | 3                    | 0                    | Rendre un avis sur les demandes d'agrément des dispositifs garantissant que les fonds transportés pourront être détruits ou rendus impropres à leur destination. |
| CNSIS     | Conférence nationale des services d'incendie et de secours | Intérieur              |      | 43                   | 3                    | 3 200                | Rendre un avis sur les projets de loi d'acte réglementaire relatifs aux missions, à l'organisation, au fonctionnement ou au financement des services départementaux d'incendie et de secours. |
| CNEN      | Conseil national d'évaluation des normes | Intérieur              | 2013 | 36                   | 23                   | 6 580                | |
| CNFEL     | Conseil national de la formation des élus locaux | Intérieur              |      | 24                   | 6                    | 6 570                | Définir les orientations générales de la formation des élus locaux. |
| CISR      | Conseil national de la sécurité routière | Intérieur              |      | 66                   | 1                    | 2 650                | |
| CNOF      | Conseil national des opérations funéraires | Intérieur              |      | 31                   | 16                   | 7 710                | Examiner le cadre législatif et réglementaire du domaine funéraire. |
| CNSPV     | Conseil national des sapeurs-pompiers volontaires | Intérieur              |      | 24                   | 1                    | 0                    | |
| CSER      | Conseil supérieur de l'éducation routière | Intérieur              | 2009 | 29                   | 1                    | 70                   | |
| CSFPT     | Conseil supérieur de la fonction publique territoriale | Intérieur              | 1984 | 40                   | 63                   | 112 490              | |
| OFGL      | Observatoire des finances et de la gestion publique locales | Intérieur              |      | 16                   | 7                    | 325 990              | |
| CDSEI     | Comité du dialogue social pour les questions européennes et internationales | Travail                |      | 16                   | 6                    | 0                    | |
|           | Commission d'évaluation de la sous-déclaration des accidents du travail et des maladies professionnelles | Travail                |      | 12                   | 0                    | 0                    | Évaluer tous les 3 ans le coût réel pour l'assurance maladie de la sous-déclaration des accidents du travail et des maladies professionnelles. |
|           | Commission de labellisation du label diversité | Travail                |      | 20                   | 8                    | 0                    | |
|           | Comité de suivi de l'expérimentation de l'accompagnement des transitions professionnelles | Travail                |      | -                    | -                    | -                    | |
|           | Commission nationale de conciliation des conflits collectifs de travail | Travail                |      | 12                   | 0                    | 0                    | Régler les conflits collectifs de travail. |
| CNNCEFP   | Commission nationale de la négociation collective de l'emploi et de la formation professionnelle | Travail                | 2008 | 40                   | 19                   | 2 000                | |
| CPC       | Commissions professionnelles consultatives | Travail                |      | 140                  | 44                   | 569 000              | |
| COCT      | Conseil d'orientation sur les conditions de travail | Travail                | 2008 | 54                   | 47                   | 28 200               | |
| CIE       | Conseil de l'inclusion dans l'emploi | Travail                |      | 24                   | 4                    | 1 140                | |
| CSP       | Conseil supérieur de la prud'homie | Travail                |      | 28                   | 5                    | 10 300               | Assurer une concertation permanente entre partenaires sociaux et pouvoirs publics sur l'ensemble des questions touchant aux conseils de prud'hommes. Contribuer à l'amélioration du fonctionnement des juridictions prud'homales. Rendre des avis et faire propositions en la matière. Assurer la réflexion en la matière et assurer le rôle d'observatoire. |
| HCDS      | Haut Conseil du dialogue social | Travail                | 2008 | 16                   | 4                    | 5 700                | |
|           | Commission chargée de l'examen du respect des obligations de réalisation de logements sociaux | Écologie               |      | 14                   | 5                    | 0                    | |
|           | Commission d'agrément des contrôleurs techniques de la construction | Écologie               |      | 14                   | 6                    | 14 000               | |
| CIALA     | Commission interministérielle des aides à la localisation des activités | Écologie               |      | 9                    | 3                    | -                    | |
| CILPI     | Commission interministérielle pour le logement des populations immigrées | Écologie               |      | 6                    | 3                    | 0                    | Formuler toutes propositions et coordonner les actions relatives au logement de populations immigrées et de leurs familles, notamment la réhabilitation des foyers de travailleurs migrants. |
|           | Commission nationale de concertation | Écologie               |      | 21                   | 0                    | 0                    | |
| CNH       | Conseil national de l'habitat | Écologie               |      | 74                   | 12                   | 5 000                | |
| CNTGI     | Conseil national de la transaction et de la gestion immobilières | Écologie               |      | 16                   | 24                   | 0                    | |
| CSCEE     | Conseil supérieur de la construction et de l'efficacité énergétique | Écologie               | 2015 | 31                   | 8                    | 16 000               | |
|           | Haut comité pour le logement des personnes défavorisées | Premier ministre       | 1992 | 18                   | -                    | 28 000               | |
|           | Observatoire des territoires | Écologie               | 2004 | 30                   | -                    | -                    | |
| ONPV      | Observatoire national de la politique de la ville | Écologie               |      | 53                   | -                    | -                    | |
|           | Comité d'orientation stratégique de l'Agence du travail d'intérêt général et de l'insertion professionnelle des personnes placées sous main de justice | Justice                |      | 20                   | -                    | -                    | |
|           | Comité ministériel de transaction | Justice                |      | 3                    | 0                    | 0                    | |
|           | Commission chargée d'agréer les personnes habilitées à effectuer des missions d'identification par empreintes génétiques dans le cadre de procédures judiciaires | Justice                |      | 11                   | 5                    | 1 230                | |
|           | Commission de proposition aux offices vacants d'avocat au Conseil d'Etat et à la Cour de cassation | Justice                |      | 5                    | 2                    | 0                    | |
| CSCPJ     | Commission de surveillance et de contrôle des publications destinées à l'enfance et à l'adolescence | Justice                | 1949 | 18                   | 3                    | 3 400                | |
| CNID      | Commission nationale d'inscription et de discipline des administrateurs judiciaires et des mandataires judiciaires | Justice                | 2016 | 9                    | 9                    | 0                    | |
| CNAJ      | Conseil national de l'aide juridique | Justice                |      | 26                   | 9                    | -                    | |
| CNG       | Conseil national des tribunaux de commerce | Justice                |      | 20                   | 5                    | 0                    | |
|           | Comité consultatif du musée national Fernand Léger | Culture                | 1945 | 20                   | 0                    | 0                    | |
|           | Comité d'orientation pour le fonds stratégique pour le développement de la presse | Culture                | 2012 | 24                   | 4                    | 1 200                | |
| CCTN      | Commission consultative des trésors nationaux | Culture                | 1993 | 12                   | 11                   | 4 980                | |
| CCP       | Commission copie privée | Culture                | 1985 | 25                   | 17                   | 15 360               | Déterminer les types de support, taux de rémunération et modalités de versement de la rémunération au titre de la copie privée des œuvres dues aux auteurs, artistes-interprètes et producteurs dans les domaines sonore, audiovisuel, littéraire et des arts visuels. |
|           | Commission d'acquisition compétente pour les musées nationaux érigés en services à compétence nationale et les musées nationaux du château de Fontainebleau, de la céramique à Sèvres et Adrien Dubouché à Limoges                                                                            | Culture                | 2016 | 22                   | 7                    | 1 420                | |
|           | Commission d'agrément relative à l'institution d'une garantie de l'État | Culture                |      | 5                    | 3                    | 0                    | |
|           | Commission d'enrichissement de la langue française | Premier ministre       | 2015 | 19                   | 10                   | 0                    | |
|           | Commission d'évaluation des professeurs des écoles nationales supérieures d'art | Culture                | 2002 | 7                    | 1                    | 0                    | |
|           | Commission d'évaluation scientifique des conservateurs du patrimoine | Culture                | 1990 | 20                   | 3                    | 0                    | |
| CCOC      | Commission de classification des œuvres cinématographiques | Culture                | 1990 | 29                   | 60                   | 252 500              | |
| CDAJ      | Commission de conciliation pour le droit d'exploitation des œuvres des journalistes | Culture                | 2010 | 13                   | 1                    | 500                  | |
|           | Commission de la rémunération équitable | Culture                | 1985 | 9                    | 13                   | 15 360               | Arrêter le barème et les modalités de versement de la rémunération des artistes-interprètes et producteurs de phonogrammes communiqués dans un lieu public ou radiodiffusés. |
|           | Commission de médiation relative à la perception de la taxe fiscale sur les spectacles | Culture                | 2017 | -                    | 0                    | 0                    | |
| CRDOA     | Commission de récolement des dépôts d'œuvres d'art | Culture                | 1997 | 19                   | 10                   | 1 300                | Définir la méthodologie d'un récolement général des dépôts d'œuvres d'art, d'en organiser les opérations et d'en suivre le déroulement. Proposer toutes les mesures destinées à améliorer la conservation et la gestion des dépôts d'œuvres d'art |
|           | Commission des droits des artistes-interprètes et des producteurs pour la réalisation d'une œuvre audiovisuelle | Culture                | 1992 | 27                   | 0                    | 0                    | |
| CFSER     | Commission du fonds de soutien à l'expression radiophonique locale | Culture                | 2007 | 11                   | 8                    | 6 700                | |
|           | Commission interministérielle d'agrément pour la conservation du patrimoine artistique national | Culture                |      | 5                    | 3                    | 100                  | |
| CMPI      | Commission ministérielle des projets immobiliers | Culture                |      | 8                    | 6                    | 0                    | |
| CNCH      | Commission nationale culture-handicap | Culture                | 2001 | 74                   | 0                    | 0                    | |
|           | Commission nationale de reconnaissance des qualifications professionnelles d'architecte | Culture                | 2009 | 15                   | 1                    | 0                    | |
| CNPA      | Commission nationale du patrimoine et de l'architecture | Culture                | 2016 | 225                  | 23                   | 12 000               | |
|           | Commission scientifique des musées nationaux réunie en commission des prêts et dépôts | Culture                | 2003 | 15                   | 9                    | 0                    | |
| CAMN      | Conseil artistique des musées nationaux | Culture                | 2003 | 21                   | 8                    | 6 460                | Donner un avis sur les propositions d'acquisition, à titre gratuit ou onéreux, en faveur des musées nationaux. |
|           | Conseil des Arts et Lettres | Culture                | 1957 | 16                   | 3                    | 0                    | |
| CNIGPC    | Conseil national de l'inventaire général du patrimoine culturel | Culture                | 2005 | 18                   | 1                    | 0                    | Donner un avis sur les normes scientifiques et techniques selon lesquelles les opérations d'inventaire sont conduites, sur les programmes et opérations nationales d'inventaire, sur toute question relative à l'inventaire général du patrimoine culturel dont il est saisi par le ministre ou une collectivité territoriale et sur les documents de références nécessaires à la conduite des opérations de l'inventaire général. Évaluer les opérations nationales d'inventaire, les opérations d'inventaire général du patrimoine culturel et l'état d'avancement de l'inventaire général sur le territoire national. |
| CNRA      | Conseil national de la recherche archéologique | Culture                | 1994 | 32                   | 5                    | 61 000               | Donner un avis sur les questions relatives aux recherches archéologiques sur le territoire national, sous réserve des compétences des commissions interrégionales de la recherche archéologique |
| CNESERAC  | Conseil national de l'enseignement supérieur et de la recherche artistiques et culturels | Culture                | 2016 | 69                   | 8                    | 9 000                | |
|           | Conseil national des œuvres dans l'espace public dans le domaine des arts plastiques | Culture                | 2016 | 18                   | 3                    | 2 500                | |
| CNPAV     | Conseil national des professions des arts visuels | Culture                | 2018 | 42                   | 1                    | 0                    | |
| CNPS      | Conseil national des professions du spectacle | Culture                | 1993 | 90                   | 25                   | 0                    | Faire des propositions sur le développement de l'emploi culturel et des professions qui y sont liées. |
| CNVPAH    | Conseil national des villes et pays d'art et d'histoire | Culture                | 1995 | 16                   | 4                    | 1 140                | Donner un avis sur les orientations générales de la politique des "villes et pays d'art et d'histoire" et sur les engagements demandés aux partenaires adhérant à leur réseau. |
| CSPLA     | Conseil supérieur de la propriété littéraire et artistique | Culture                | 2000 | 59                   | 107                  | 88 000               | Rendre un avis en matière de propriété littéraire et artistique. |
| CSA       | Conseil supérieur des archives | Culture                | 1988 | 45                   | 2                    | 0                    | Rendre un avis sur tout ce qui concerne la politique mise en œuvre par le ministre chargé de la culture pour les archives publiques et privées, sur les propositions de classement d'archives historiques, sur le programme des publications, ainsi que sur toutes questions relatives à l'activité scientifique et culturelle des services d'archives. |
|           | Haut conseil des musées de France | Culture                | 2002 | 23                   | 1                    | 200                  | Rendre un avis ou formuler des recommandations sur toute question relative aux musées de France ou sur les appellations, les retraits, les transferts. |
| CNSPFV    | Centre national des soins palliatifs et de la fin de vie | Santé                  | 2016 | 15                   | 2                    | 0                    | |
| CCNEJS    | Comité consultatif national de l'enseignement des jeunes sourds | Solidarités            |      | 17                   | 0                    | 0                    | Rendre un avis au ministre notamment sur la formation des enseignants et sur les titres jugés équivalent. |
|           | Comité de normalisation des données sociales déclaratives et de leurs échanges | Santé                  |      | 31                   | 0                    | 0                    | |
|           | Comité de sélection des laboratoires de biologie médicale de référence | Santé                  |      | 80                   | 1                    | 2 000                | |
| CEPS      | Comité économique des produits de santé | Santé                  |      | 34                   | 70                   | 1 050 000            | Fixation du prix de médicaments et dispositifs médicaux et autres produits de santé. Régulation des dépenses de médicaments et des dispositifs. |
| CNOSS     | Comité national de l'organisation sanitaire et sociale | Santé                  |      | 69                   | 6                    | 18 310               | Rendre un avis sur les projets de décrets relatifs aux conditions d'implantation des activités de soins et des équipements matériels lourds ; sur les projets de décrets relatifs aux conditions techniques de fonctionnement ; sur les projets de schémas nationaux d'organisation sanitaire ; sur les recours hiérarchiques formés auprès du ministre ; sur les projets de décrets portant création d'établissements publics de santé nationaux. Rendre un avis (section sanitaire) sur toute question concernant l'organisation des soins. |
|           | Comité de suivi de la réforme 100% santé | Santé                  | 2019 | 24                   | -                    | -                    | |
| CCSCEN    | Commission consultative de suivi des conséquences des essais nucléaires | Santé                  |      | 19                   | 1                    | 32 000               | |
| CCNA      | Commission consultative nationale d'agrément des établissements de formation en chiropraxie et en ostéopathie | Santé                  |      | 16                   | -                    | -                    | |
|           | Commission consultative relative aux régimes de sécurité sociale des ministres des cultes et membres des congrégations religieuses | Santé                  |      | 11                   | 0                    | 0                    | Rendre un avis sur les problèmes d'affiliation rencontrés par la Caisse des cultes concernant les ministres du Culte. |
| CCSS      | Commission des comptes de la sécurité sociale | Santé                  | 1979 | 67                   | 2                    | 30 000               | Établir un rapport transmis au gouvernement en vue de sa présentation au Parlement. |
| CNAarusp  | Commission nationale d'agrément des associations représentant les usagers dans les instances hospitalières ou de santé publique | Santé                  |      | 14                   | 8                    | 6 300                | |
| CNA       | Commission nationale d'agrément des conventions collectives des établissements et services sociaux et médico-sociaux à but non lucratif | Solidarités            |      | 13                   | 13                   | 44 000               | |
| CNBM      | Commission nationale de biologie médicale | Santé                  |      | 16                   | 2                    | 120                  | |
| CNAMed    | Commission nationale des accidents médicaux | Santé                  |      | 18                   | 7                    | 12 600               | Établir la liste nationale des experts en accidents médicaux, évaluer les conditions de réalisation des expertises diligentées par les commissions régionales. |
|           | Commission nationale relative aux professions de prothésiste et orthésiste pour l'appareillage des personnes handicapées | Santé                  |      | 7                    | 1                    | 0                    | |
|           | Commission professionnelle consultative cohésion sociale et santé | Solidarités            |      | 40                   | 2                    | 1 700                | |
| CNS       | Conférence nationale de santé | Santé                  | 2004 | 120                  | 1                    | 130 150              | Rendre un avis lors de la préparation du projet de loi définissant les objectifs de la politique de santé publique. Élaborer sur la base des rapports établis par les conférences régionales de santé, un rapport annuel adressé au ministre chargé de la santé et rendu public, sur le respect des droits des usagers du système de santé. Rendre un avis et faire des propositions au Gouvernement sur les plans et programmes qu'il entend mettre en œuvre. Rendre un avis ou faire des propositions en vue d'améliorer le système de santé publique. Contribuer à l'organisation de débats publics sur ces mêmes questions. |
| CNCPH     | Conseil national consultatif des personnes handicapées | Solidarités            | 1975 | 221                  | 95                   | 458 000              | Assurer la participation des personnes handicapées à l'élaboration et à la mise en œuvre des politiques les concernant. Avis sur projet, programme ou étude concernant les personnes handicapées. Faire des propositions aux ministres sur des questions relatives à la politique du handicap. Évaluer la situation matérielle, financière et morale des personnes handicapées. |
| CNUH      | Conseil national de l'urgence hospitalière | Santé                  |      | 50                   | 2                    | 0                    | |
| CNP       | Conseil national de pilotage des agences régionales de santé | Santé                  |      | 18                   | 26                   | 0                    | |
| CNLE      | Conseil national des politiques de lutte contre la pauvreté et l'exclusion sociale | Premier ministre       | 1992 | 65                   | 6                    | 110 000              | Assister de ses avis le gouvernement de toutes les questions qui concernent la lutte contre l'exclusion. Assurer une concertation entre les pouvoirs publics et les associations, organisations et personnalités qualifiées qui agissent dans le domaine de la lutte contre la pauvreté et l'exclusion sociale. |
| CNS       | Conseil national du syndrome immunodéficitaire acquis et des hépatites virales chroniques | Santé                  |      | 26                   | 10                   | 282 600              | |
| CNAOP     | Conseil national pour l'accès aux origines personnelles | Solidarités            |      | 17                   | 3                    | 30 300               | Faciliter l'accès aux origines des personnes adoptées et des pupilles de l'État, rechercher les parents de naissance pour recueillir leur consentement à la communication de leur identité (médiation). |
| CSFPH     | Conseil supérieur de la Fonction publique hospitalière | Santé                  |      | 33                   | 9                    | 20 000               | Rendre un avis sur les textes relatifs à la fonction publique hospitalière. |
| CSPM      | Conseil supérieur des personnels médicaux, odontologistes et pharmaceutiques des établissements publics de santé | Santé                  |      | 26                   | 9                    | 20 000               | |
| HCSP      | Haut conseil de la santé publique | Santé                  | 2004 | 81                   | 37                   | 1 255 000            | Proposer des objectifs quantifiés en vue d'améliorer l'état de santé de la population. Établir un rapport sur l'état des inégalités socioprofessionnelles et des disparités géographiques quant aux problèmes de santé. |
| HCPP      | Haut conseil des professions paramédicales | Santé                  | 2007 | 39                   | 7                    | 1 130                | |
| HCTS      | Haut conseil du travail social | Solidarités            |      | 62                   | 2                    | 12 000               | |
| HCAAM     | Haut conseil pour l'avenir de l'assurance maladie | Santé                  |      | 66                   | 10                   | 412 300              | Établir un apport annuel aux ministres chargés de la santé et de l'assurance maladie analysant la situation de l'assurance maladie et proposant les adaptations nécessaires pour assurer ses objectifs de cohésion sociale et son équilibre financier. |
| OEHPP     | Observatoire économique de l'hospitalisation publique et privée | Santé                  |      | 15                   | 3                    | 0                    | Suivre les dépenses d'assurance maladie relatives aux frais d'hospitalisation se fondant sur l'analyse des données d'activité de soins et des dépenses engendrées par ces activités. |
| ONDPS     | Observatoire national de la démographie des professions de santé | Santé                  |      | 39                   | 7                    | 291 800              | Rassembler et diffuser les connaissances relatives à la démographie des professionnels de santé, ainsi qu'assurer une coordination et un appui aux études régionales réalisées en ce domaine |
| ONS       | Observatoire national du suicide | Santé                  |      | 50                   | 2                    | 420                  | |
| CNNCMM    | Commission nationale de la négociation collective maritime | Premier ministre       |      | 49                   | 6                    | -                    | |
|           | Commission professionnelle consultative Mer et navigation intérieure | Premier ministre       |      | -                    | -                    | -                    | |
| CNML      | Conseil national de la mer et des littoraux | Premier ministre       | 2013 | 52                   | 7                    | 10 000               | |
| CSMM      | Conseil supérieur de la marine marchande | Premier ministre       |      | 40                   | 0                    | -                    | Donner, sur saisine du ministre ou auto-saisine, son avis sur toute question en rapport avec la marine marchande, les transports maritimes, les activités portuaires. |
| CSGM      | Conseil supérieur des gens de mer | Premier ministre       |      | 60                   | 3                    | -                    | |
| GCN       | Grande commission nautique | Premier ministre       |      | 8                    | 9                    | -                    | |
| CCESP     | Comité consultatif pour l'enseignement supérieur privé | Enseignement supérieur |      | 14                   | 4                    | 2 060                | Formuler toute recommandation concernant les relations de partenariat entre les établissements d'enseignement supérieur privés et l'État. |
| CESREES   | Comité éthique et scientifique pour les recherches les études et les évaluations dans le domaine de la santé | Enseignement supérieur |      | 21                   | 12                   | 68 650               | |
| CSLMD     | Comité de suivi des cycles licence master et doctorat | Enseignement supérieur |      | 41                   | 11                   | 0                    | |
| CESP      | Comité éthique et scientifique de la plateforme Parcoursup | Enseignement supérieur | 2018 | 6                    | 10                   | 2 000                | |
|           | Commission chargée d'émettre un avis sur les diplômes étrangers dont les titulaires demandent l'autorisation de faire usage professionnel du titre de psychologue | Enseignement supérieur |      | 18                   | 4                    | 5 500                | |
| CCN-IUT   | Commission consultative nationale des instituts universitaires de technologie et des instituts universitaires professionnalisés | Enseignement supérieur | 1984 | 34                   | 8                    | 12 800               | |
| CCFPEC    | Commission consultative pour la formation professionnelle des experts-comptables | Enseignement supérieur |      | 23                   | 4                    | 1 000                | |
| CEFDG     | Commission d'évaluation des formations et diplômes de gestion | Enseignement supérieur | 2001 | 16                   | 11                   | 4 410                | |
| CTI       | Commission des titres d'ingénieurs | Enseignement supérieur | 1934 | 32                   | 22                   | 69 810               | |
|           | Commission nationale pour la protection des animaux utilisés à des fins scientifiques | Enseignement supérieur |      | 21                   | 2                    | 600                  | |
| CNEMMOP   | Commission nationale des études de maïeutique, médecine, odontologie et pharmacie | Enseignement supérieur | 2015 | 36                   | 4                    | 0                    | |
| CPN-IUT   | Commissions pédagogiques nationales (IUT) | Enseignement supérieur |      | 301                  | 22                   | 15 600               | |
|           | Conférence de prévention étudiante | Enseignement supérieur | 2018 | 24                   | 1                    | 0                    | |
| CNESER    | Conseil national de l'enseignement supérieur et de la recherche | Enseignement supérieur | 1968 | 100                  | 18                   | 88 230               | Rendre un avis sur les missions confiées aux établissements publics scientifiques, culturels et professionnels. Rendre un avis en matière disciplinaire à l'égard des enseignants-chercheurs, enseignants ou usagers de l'enseignement supérieur. |
| CNCSTI    | Conseil national de la culture scientifique, technique et industrielle | Enseignement supérieur |      | 24                   | 2                    | 0                    | Éclairer, par la confrontation des points de vue et des analyses, les choix stratégiques du Gouvernement en matière d'innovation, de recherche et de développement dans le domaine des technologies de l'information. |
| CNAP      | Conseil national des astronomes et physiciens | Enseignement supérieur | 1986 | 32                   | 20                   | 28 000               | |
| CNU       | Conseil national des universités | Enseignement supérieur | 1945 | -                    | 611                  | 6 323 000            | |
| CSR       | Conseil stratégique de la recherche | Enseignement supérieur | 2013 | 26                   | 0                    | 0                    | |
|           | Conseils scientifiques en médecine, pharmacie et odontologie | Enseignement supérieur |      | 29                   | 110                  | 105 980              | |
| OVE       | Observatoire national de la vie étudiante | Enseignement supérieur | 1989 | 26                   | 3                    | 124 940              | Rassembler des informations et effectuer des études concernant les conditions de vie matérielle, sociale et culturelle des étudiants. |
| CNGRA     | Comité national de gestion des risques en agriculture | Agriculture            |      | 19                   | 6                    | 750                  | |
| CNGRF     | Comité national de la gestion des risques en forêt | Agriculture            |      | 13                   | 0                    | 0                    | |
| CTPS      | Comité technique permanent de la sélection des plantes cultivées | Agriculture            | 1942 | 70                   | 50                   | 0                    | Conseiller et donner un appui technique au ministre chargé de l'agriculture et aux instances de préparation et d'exécution de la politique en matière de variétés et de semences. |
| CCAN      | Commission des comptes de l'agriculture de la Nation | Agriculture            |      | 22                   | 2                    | 0                    | Analyser et diffuser les comptes économiques décrivant la situation de l'agriculture et des agriculteurs dans l'économie nationale et internationale. Rendre un avis sur toute question qui lui est soumise par le ministre chargé de l'économie ou de l'agriculture. |
| CNECA     | Commission nationale des enseignants chercheurs relevant du ministre chargé de l'agriculture | Agriculture            | 1992 | 120                  | 2                    | 0                    | Rendre un avis, dans les conditions prévues par les dispositions des statuts particuliers et du présent décret, sur les mesures individuelles relatives au recrutement et à la carrière des professeurs et des maîtres de conférences. |
|           | Commission professionnelle consultative « Agriculture, agroalimentaire et aménagement des espaces » | Agriculture            |      | 13                   | 11                   | 0                    | |
| COSMAP    | Commission supérieure des maladies professionnelles en agriculture | Agriculture            |      | 31                   | 6                    | 200                  | Rendre un avis sur, notamment, l'établissement des tableaux de maladies professionnelles en agriculture, les modifications et les additions à ceux-ci. |
|           | Conseil de surveillance chargé du suivi et du contrôle de la recherche et de la mise en œuvre d'alternatives aux produits phytopharmaceutiques contenant une ou des substances actives de la famille des néonicotinoïdes ou présentant des modes d'action identiques à ceux de ces substances | Agriculture            | 2020 | 27                   |                      |                      | |
| CNOPSAV   | Conseil national d'orientation de la politique sanitaire animale et végétale | Agriculture            | 2012 | 21                   | 15                   | 0                    | |
| CNA       | Conseil national de l'alimentation | Agriculture            | 1985 | 71                   | 60                   | 370 000              | Rendre un avis sur la définition de la politique alimentaire. |
| CNEA      | Conseil national de l'enseignement agricole | Agriculture            | 1984 | 64                   | 6                    | 0                    | Rendre un avis sur toutes les questions concernant l'enseignement agricole. |
| CNESERAAV | Conseil national de l'enseignement supérieur et de la recherche agricole, agroalimentaire et vétérinaire | Agriculture            |      | 45                   | 6                    | 0                    | Rendre un avis sur les questions relatives aux missions des établissements publics énumérés à l'article R.812-2. |
| CSO       | Conseil supérieur d'orientation et de coordination de l'économie agricole et alimentaire et commissions techniques | Agriculture            |      | 37                   | 1                    | 0                    | Participer à la définition, à la coordination, à la mise en œuvre et à l'évaluation de la politique d'orientation des productions et d'organisation des marchés. |
| CSFB      | Conseil supérieur de la forêt et du bois | Agriculture            | 2015 | 64                   | 1                    | 320                  | |
| CSPSA     | Conseil supérieur des prestations sociales agricoles | Agriculture            |      | 35                   | 5                    | 0                    | Rendre un avis et faire toutes propositions sur les questions relatives au régime des prestations agricoles et de la mutualité sociale agricole, notamment sur celles relatives aux prestations familiales des membres des professions agricoles. |
| Oqali     | Observatoire de l'alimentation | Agriculture            | 2010 | 25                   | 5                    | 450 000              | |
| OFPM      | Observatoire de la formation des prix et des marges des produits alimentaires | Agriculture            | 2010 | 35                   | 4                    | 0                    | |
| OENAF     | Observatoire des espaces naturels, agricoles et forestiers | Agriculture            | 2016 | 23                   | 0                    | 0                    | |
| CIAS      | Comité interministériel consultatif d'action sociale des administrations de l'État | Fonction publique      | 1983 | 24                   | 21                   | 70 090               | Instance de concertation et de pilotage chargée de proposer les orientations de l’action sociale interministérielle tant au niveau national qu’à l’échelon déconcentré. |
|           | Commission chargée d'apprécier l'aptitude à exercer les fonctions d'inspecteur général ou de contrôleur général | Fonction publique      | 1994 | 6                    | 10                   | 1 270                | |
|           | Commission d'équivalence pour les candidats titulaires d'un diplôme ou d'un titre spécifique portant sur une spécialité de formation précise | Fonction publique      | 2007 | 5                    | 20                   | 0                    | |
|           | Commission de réforme | Fonction publique      |      | 7                    | 10                   | 10 300               | |
| CIASSP    | Commission interministérielle d'audit salarial du secteur public | Fonction publique      | 1953 | 12                   | 86                   | 0                    | |
| CCFP      | Conseil commun de la fonction publique | Fonction publique      |      | 55                   | 10                   | 73 480               | |
| CSFPE     | Conseil supérieur de la fonction publique de l'État | Fonction publique      |      | 23                   | 7                    | 47 370               | |
| OSMP      | Observatoire de la sécurité des moyens de paiement | Banque de France       | 2001 | 42                   | 2                    | 300                  | Assurer le suivi des mesures de sécurisation entreprises par les émetteurs, les commerçants et les entreprises ; l'établissement de statistique de la fraude et une veille technologique en matière de moyens de paiement avec pour objet de proposer des moyens de lutter contre les atteintes à la sécurité des moyens de paiement. |
|           | Total : 314 commissions |                        |      | Total : 25 547 330 € | Total : 25 547 330 € | Total : 25 547 330 € | |

## Commissions abrogées
- Disposition : L'article 17 du décret no 2006-672 du 8 juin 2006, disposition prévoyant que les commissions existantes avant la date de publication dudit décret seraient abrogées, en principe, au terme d'un délai de trois ans à compter de cette date.
- Lancement : Circulaire du 8 décembre 2008 du Premier ministre François Fillon relative à la modernisation de la consultation. (A pris effet au 1er mai 2009 par le décret no 2008-1281 du 8 décembre 2008.)

Exemples de commissions abrogées :
- Conseil d'orientation de l'édition publique et de l'information administrative
- Comité du patrimoine cultuel rattachée au ministère de la Culture et communication, abrogée le 13 novembre 2015[9]
- Commission des phares rattachée au ministère du Transports, mer et pêche
- Commission nationale du commerce équitable rattachée au ministère de l'artisanat, commerce et tourisme
- Commission de suivi de la détention provisoire rattachée au ministère de la justice, abrogée le 7 décembre 2020[10]
- Conseil national du tourisme rattaché au ministère des affaires étrangères
- Haut Conseil de la famille, de l'enfance et de l'âge rattaché au ministère de la Famille
- Conseil supérieur de l'égalité professionnelle entre les femmes et les hommes, rattaché au Premier ministre, abrogé le 7 décembre 2020[10]
- Observatoire de la laïcité, rattaché au Premier ministre, abrogé le 4 juin 2021[11]
- Observatoire national de la sécurité et de l'accessibilité des établissements d'enseignement, rattaché au ministère de l'éducation nationale,  abrogé le 7 décembre 2020[10]
- Commission de suivi de la détention provisoire, rattachée au ministère de la justice, abrogé le 7 décembre 2020[10]
- Observatoire de la récidive et de la désistance, rattaché au ministère de la justice, abrogé le 7 décembre 2020[10]
- Conseil économique du développement durable, rattaché au ministère de la transition écologique, abrogé le 10 novembre 2020[12]
- Conseil supérieur de la mutualité, rattaché au ministère de la solidarité et de la santé, abrogé le 7 décembre 2020[10]